# Scapterus
Scapterus is een geslacht van kevers uit de familie van de loopkevers (Carabidae). De wetenschappelijke naam van het geslacht is voor het eerst geldig gepubliceerd in 1826 door Dejean.

## Soorten
Het geslacht Scapterus omvat de volgende soorten:
- Scapterus crenatus (Fabricius, 1792)
- Scapterus guerini Dejean, 1826
- Scapterus riparius Gestro, 1883
- Scapterus stevensi Andrewes, 1929
- Scapterus sulcatus Putzeys, 1861